# راغبة خاتون

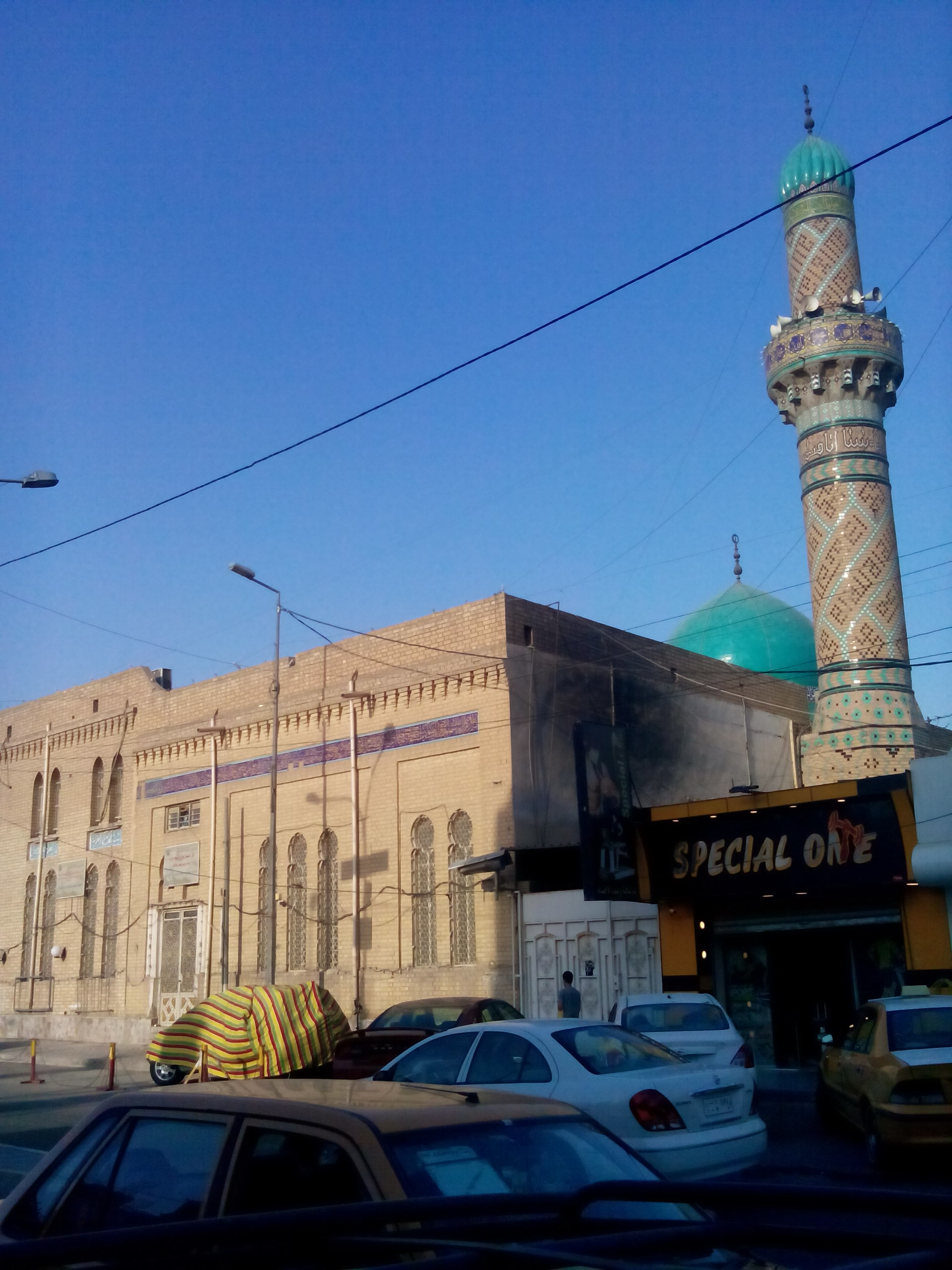
جامع العسافي في شارع الضباط

راغبة خاتون تعتبر منطقة راغبة خاتون من المناطق العريقة في بغداد، وسميت نسبة إلى السيدة راغبة التي كانت ذات نفوذ كبير وتملك الأراضي في المنطقة.
ومنطقة راغبة خاتون هي جزء من قضاء الأعظمية، وتضم أجزاء من حي الشماسية وحي المغرب، وفيها العديد من المساجد والجوامع والأسواق، وللمنطقة اسم آخر هو «الكم» الذي هو اختصار لكمب الأرمن.
ومن أقدم المساجد فيها جامع العسافي الذي بني في عهد الملك فيصل الثاني عام 1956م، وهو من المساجد الواسعة التي تقام فيها صلاة الجمعة وصلاة العيدين.
ومن أبرز شوارع منطقة راغبة خاتون الرئيسية هو شارع الضباط وشارع الكم، ولقد كانت منطقة راغبة خاتون محاطة (كباقي مناطق الأعظمية) بسور معروف يسمى «جدار الأعظمية» الذي وضع بعد غزو العراق ثم شهد عام 2017 أعمال رفع شبه كلي للجدار وفتح بعض الطرق الثانوية التي كانت مغلقة.
وتعتبر من المناطق الجميلة في بغداد إذ تجمع الأصالة والعراقة مع الحداثة في آن واحد ومن أهم معالمها جامع العسافي الذي تأسس في أواخر عقد الخمسينات من القرن العشرين. وجامع الشيخ جلال وثانوية كلية بغداد.
وعندما باعت وزارة التربية قطع أراضي للمعلمين والعاملين بها بمساحة 600 متر لتبنى بيوت على نظام الفلل بذلك الوقت، فتجد غالبية سكان ذلك الحي (الشماسية) من المعلمين القدامى ومن أبرز الشخصيات التي سكنت منطقة راغبة خاتون الشهيد العميد ناظم الطبقجلي، والشهيد العقيد رفعت الحاج سري، والذين تم إعدامهما في عام 1959 في عهد الرئيس السابق عبد الكريم قاسم ولا يزال بيتهما قائمين حتى وقتنا الحاضر.

## تأسيس الحي
بدأ العمران فيها بين الثلاثينات والأربعينيات وانتقل إليها كثير من سكنة الفضل والعزة وبنوا فيها البيوت والأسواق.